# Ernst Rupp
Ernst Johann Rupp (13 de enero de 1892-30 de mayo de 1943) fue un general alemán en la Wehrmacht durante la II Guerra Mundial que comandó la 97.ª División Jäger. Fue condecorado con la Cruz de Caballero de la Cruz de Hierro de la Alemania Nazi. Rupp murió el 30 de mayo de 1943, cerca de Krymsk, Unión Soviética, durante las operaciones en la cabeza de puente de Kuban.

## Condecoraciones
- Cruz de Caballero de la Cruz de Hierro el 7 de marzo de 1943 como Generalleutnant y comandante de la 97. Jäger-Division[1]